# Гарчин
Гарчин (хорв. Garčin) — населений пункт і громада в Бродсько-Посавській жупанії Хорватії.

## Населення
Населення громади за даними перепису 2011 року становило 4806 осіб, 2 з яких назвали рідною українську мову. Населення самого поселення становило 911 осіб.
Динаміка чисельності населення громади:
Динаміка чисельності населення центру громади:

## Населені пункти
Крім поселення Гарчин, до громади також входять: 
- Бицько Село
- Клокочевик
- Сапці
- Селна
- Трняни
- Врховина
- Задубравлє

## Клімат
Середня річна температура становить 11,02 °C, середня максимальна – 25,42 °C, а середня мінімальна – -6,10 °C. Середня річна кількість опадів – 749 мм.
| Клімат поселення                              | Клімат поселення | Клімат поселення | Клімат поселення | Клімат поселення | Клімат поселення | Клімат поселення | Клімат поселення | Клімат поселення | Клімат поселення | Клімат поселення | Клімат поселення | Клімат поселення | Клімат поселення |
| Показник                                      | Січ.             | Лют.             | Бер.             | Квіт.            | Трав.            | Черв.            | Лип.             | Серп.            | Вер.             | Жовт.            | Лист.            | Груд.            |                  |
| Середній максимум, °C                         | 5,71             | 8,09             | 12,68            | 17,22            | 22,12            | 25,28            | 25,42            | 24,70            | 20,77            | 15,38            | 9,56             | 5,50             |                  |
| Середня температура, °C                       | −0,2             | 2,20             | 6,78             | 11,30            | 16,22            | 19,38            | 21,28            | 20,58            | 16,66            | 11,28            | 5,42             | 1,40             |                  |
| Середній мінімум, °C                          | −6,1             | −3,7             | 0,87             | 5,40             | 10,32            | 13,47            | 17,18            | 16,47            | 12,52            | 7,11             | 1,30             | −2,74            |                  |
| Норма опадів, мм                              | 48               | 48               | 45               | 56               | 68               | 97               | 66               | 61               | 53               | 69               | 76               | 62               |                  |
| Середньомісячна швидкість вітру, м/с          | 1.89             | 2.12             | 2.42             | 2.35             | 2.10             | 1.95             | 1.90             | 1.75             | 1.70             | 1.75             | 1.85             | 1.91             |                  |
| Середньомісячна сонячна радіація, кДж/м²·день | 4287             | 6980             | 10915            | 15292            | 19218            | 21093            | 22120            | 20545            | 14979            | 9225             | 4874             | 3607             |                  |
| --------------------------------------------- | ---------------- | ---------------- | ---------------- | ---------------- | ---------------- | ---------------- | ---------------- | ---------------- | ---------------- | ---------------- | ---------------- | ---------------- | ---------------- |
| Джерело:                                      |                  |                  |                  |                  |                  |                  |                  |                  |                  |                  |                  |                  |                  |